# Joan Leemhuis-Stout
Joan Marika Leemhuis-Stout (Hoogezand, 29 juni 1946) is een Nederlands ingenieur, VVD-politicus en bestuurder. Sinds 1 maart 2017 is zij lid van het Kapittel voor de Civiele Orden.

## Biografie
Na het gymnasium in Nijmegen studeerde ze landbouwkunde aan de Landbouwhogeschool waar ze in 1972 haar ingenieursbul behaalde. Hierna werkte ze twaalf jaar als ambtenaar bij het ministerie van Landbouw en Visserij. Daarna werkte ze als hoofd algemene zaken van de Centrale Landinrichtingsdienst in Utrecht en als medewerker van het Bureau Unie van Waterschappen.
In juni 1984 werd ze dijkgraaf van het Hoogheemraadschap van Schieland als opvolgster van Leo van Heugten die burgemeester van Nieuwerkerk aan den IJssel was geworden. Daarmee werd ze de eerste vrouwelijke dijkgraaf van Nederland. Deze functie vervulde ze ruim tien jaar. Op 1 september 1994 werd ze, voor velen vrij onverwacht, commissaris van de Koningin in Zuid-Holland. Dit bleef ze tot ze op 16 oktober 1999 aftrad na de Ceteco-affaire, waarmee ze de politieke verantwoordelijkheid voor de onzorgvuldigheid waarmee was omgegaan met de provinciale financiën op zich nam.
Na haar aftreden als commissaris van de Koningin nam Leemhuis-Stout vele bestuurlijke functies aan, waaronder die van lid van de Raad voor Verkeer en Waterstaat, sinds 2001 voorzitter van de raad van toezicht van TNO en sinds 2008 voorzitter van Cedris, brancheorganisatie sociale werkgelegenheid en arbeidsintegratie. Op 29 april 2003 werd Leemhuis-Stout geridderd tot Officier in de Orde van Oranje-Nassau. Leemhuis-Stout was van 2009 tot 1 juni 2015 voorzitter van het Nationaal Comité 4 en 5 mei.
Vanaf 1 juli 2011 was Leemhuis-Stout bijna anderhalf jaar waarnemend burgemeester in de gemeente Schiedam, dit na het opstappen van burgemeester Wilma Verver-Aartsen eerder die maand. Van 20 mei tot 18 oktober 2015 was zij waarnemend burgemeester van Leidschendam-Voorburg ter tijdelijke vervanging van Hans van der Sluijs. Van september 2016 tot maart 2017 was ze waarnemend commissaris van de Koning in Friesland als opvolger van haar partijgenoot John Jorritsma die burgemeester van Eindhoven werd.
Leemhuis-Stout is sinds 1 maart 2017 lid van het Kapittel voor de Civiele Orden.
Leemhuis-Stout is gehuwd en heeft een zoon.
- Parlement.com: vg09llza0jzv

- Parlement.com: vg09llza0jzv